# سیروس سنگچولی
سیروس سنگچولی، (زادهٔ ۱۷ شهریور۱۳۶۱) دروازه‌بان ایرانی است که بازنشسته شده‌است وی برای باشگاه فوتبال پیام مشهد، فجر سپاسی شیراز ،باشگاه فوتبال فولاد یزد، سیاه جامگان، مس کرمان و باشگاه فوتبال خونه به خونه به میدان رفته است.